# Мазрае-Госейн-Софла
Мазрае-Госейн-Софла (перс. مزرعه حسين سفلي) — село в Ірані, у дегестані Хоррам-Дашт, у бахші Камаре, шагрестані Хомейн остану Марказі. За даними перепису 2006 року, його населення становило 0 осіб.

## Клімат
Середня річна температура становить 12,82 °C, середня максимальна – 31,82 °C, а середня мінімальна – -8,46 °C. Середня річна кількість опадів – 223 мм.
| Клімат поселення                              | Клімат поселення | Клімат поселення | Клімат поселення | Клімат поселення | Клімат поселення | Клімат поселення | Клімат поселення | Клімат поселення | Клімат поселення | Клімат поселення | Клімат поселення | Клімат поселення | Клімат поселення |
| Показник                                      | Січ.             | Лют.             | Бер.             | Квіт.            | Трав.            | Черв.            | Лип.             | Серп.            | Вер.             | Жовт.            | Лист.            | Груд.            |                  |
| Середній максимум, °C                         | 9,19             | 10,48            | 14,31            | 19,50            | 24,75            | 30,94            | 31,82            | 31,35            | 26,90            | 20,54            | 14,13            | 8,58             |                  |
| Середня температура, °C                       | 0,37             | 1,65             | 5,47             | 10,65            | 15,93            | 22,12            | 25,89            | 25,42            | 20,94            | 14,60            | 8,18             | 2,65             |                  |
| Середній мінімум, °C                          | −8,46            | −7,18            | −3,36            | 1,84             | 7,08             | 13,28            | 19,94            | 19,47            | 15,01            | 8,65             | 2,24             | −3,3             |                  |
| Норма опадів, мм                              | 37               | 35               | 40               | 27               | 18               | 2                | 2                | 1                | 1                | 7                | 22               | 31               |                  |
| Середньомісячна швидкість вітру, м/с          | 1.33             | 1.99             | 2.75             | 2.84             | 2.65             | 2.40             | 2.44             | 2.26             | 2.21             | 2.12             | 1.90             | 1.40             |                  |
| Середньомісячна сонячна радіація, кДж/м²·день | 9787             | 13092            | 15493            | 18761            | 22614            | 26779            | 25809            | 24372            | 21504            | 16122            | 11406            | 9427             |                  |
| --------------------------------------------- | ---------------- | ---------------- | ---------------- | ---------------- | ---------------- | ---------------- | ---------------- | ---------------- | ---------------- | ---------------- | ---------------- | ---------------- | ---------------- |
| Джерело:                                      |                  |                  |                  |                  |                  |                  |                  |                  |                  |                  |                  |                  |                  |